# 다크 소울 III
《다크 소울3》(Dark Souls 3)는 액션 롤플레잉 비디오 게임의 하나로, 프롬 소프트웨어가 개발하고 반다이 남코 엔터테인먼트에서 Xbox One, PlayStation4 및 Micorosoft Windows 용으로 2016년 3월 24일에 출시한 액션 롤플레잉 게임이다. 소울 시리즈의 4번째 작품이자 다크 소울 3부작의 마지막 작품이다.
3인칭 시점에서 진행되는 액션 롤플레잉 게임이다. 플레이어는 불꺼진 재로 적과의 전투에서 창,둔기,검 등의 다양한 무기와 갑옷 마법 및 소모품을 사용할 수 있다. 화톳불은 다크 소울 시리즈의 상징이며 저장 및 워프포인트 역할을 한다. 에스트 병은 플레이어의 체력을 회복시켜주는 아이템으로 필드에서 에스트 파편을 모아서 소지 갯수를 늘릴 수 있으며 불사자의 뼛조각을 통해서 회복량을 늘릴 수 있다. 에스트 잿빛 병은 마법이나 전투 기술을 사용할 때 소비되는 마나(FP)를 회복하는데 사용되고 에스트 병과 같이 불사자의 뼛조각으로 회복량을 늘릴 수 있다.
다크 소울 3는 Bandai Namco 역사상 가장 빠르게 판매된 게임으로 처음 두 달 동안 300 만 장 이상 2020년까지 1000 만 장이상을 출하했다.
아리안델의 재(Ashes of Ariandel)및 고리의 도시(The Ringed City) 두개의 다운로드 컨텐츠 (DLC)가 있다.
2017년 4월 21일 다크 소울 3 본판과 다운로드 컨텐츠 아리안델의 재,고리의 도시가 포함된 Dark Souls 3 The Fire Fade Edition이 출시되었다.

## 게임 플레이
다크 소울 3는 이전 시리즈와 비슷하게 3인칭으로 진행되는 액션 롤플레잉 게임이다.  플레이어는 활,화염병과 같은 던질 수 있는 소모품,검,방패 등 다양한 무기들을 이용하여 전투를 진행할 수 있다. 방패는 보조 무기로 주로 적의 공격을 막아 피해를 입지 않도록 보호하거나 패링을 통해 적에게 더 강한 공격을 할 수 있다. 각 무기에는 두 가지 공격 방식이 있는데 하나는 표준 공격으로 공격력을 약하지만 속도가 빠르다 다른 하나는 충전 공격으로 충전하는데 시간이 걸리지만 데미지는 표준 공격에 비해 강하다 이는 프롬 소프트웨어의 전작 블러드본과 유사하다. 플레이어는 적의 공격을 구르기를 사용하여 회피할 수 도 있다.

## 줄거리
태초에 불이 생기고, 모든 것에 구별이 생긴 뒤 불을 계승해 오던 장작의 왕들이 있었다. 그런데 세상의 종말이 다가오면서 불을 계승할 의무를 가진 로스릭 왕자가 이를 거부하고 대서고에 은둔하게 되면서 불이 꺼질 위기에 처하게 된다. 이때 종이 울리고 과거 장작의 왕들이 부활하지만, 왕좌를 거부한다. 그리고 '불 꺼진 재'들도 부활하게 된다. 불 꺼진 재들은 장작의 왕도 되지 못하고 이름도 없는 불사자들로, 이들은 '잔불'(ember)을 원한다.
주인공은 불꺼진 재 중 한명으로 게임을 플레이하게 된다. 주인공은 떠나버린 장작의 왕들을 물리치고 왕의 장작을 회수한다. 주인공의 선택에 따라 꺼져가는 불을 계승하여 세계의 종말을 막을 것인지, 불을 꺼뜨리고 그 자신이 어두운 세상의 망자들의 왕이 될 것인지, 잔불만을 남길 것인지 운명이 정해지게 된다.

## 같이 보기
- 다크 소울
- 프롬 소프트웨어
- 반다이 남코